# Bunchrew
Bunchrew är en by i Highland i Skottland. Byn är belägen 8 km 
från Inverness. Orten har 531 invånare (2011).